# Dirck Barendsz
Dirck Barendsz eller Theodor Barendszoon (1534 - 1592) var en hollandsk renæssancemaler fra Amsterdam, der rejste til Italien i sin ungdom for at lære af de italienske mestre, især Tizian.

## Liv
Han blev trænet af sin far, en maler kendt som døve Barent, og i 1555, i en alder af enogtyve, rejste Barendsz til Italien. I løbet af sit syv-årige ophold der, fortæller Karel van Mander os, at han blev "plejet ved den store Tizians barm".

## Galleri
- Triptykon med livet af Maria - Janskerk (Gouda)
- Den sidste dom, Benediktinerklosteret Fara in Sabina